# エブゲーニ・イバノフ
エフゲーニ・イバノフ（ブルガリア語: Евгени  Иванов、1974年6月3日 - ）は、ブルガリアの元男子バレーボール選手。ソフィア出身。ポジションはミドルブロッカー。元ブルガリア代表。

## 来歴
イタリアやロシアなどのクラブチームで経験を積むと、ポーランドの強豪チーム、スクラ・ベウハトゥフに移籍。ポーランドリーグなどで優勝。2010年に古巣のCSKAソフィアに戻ると、2012年に現役を引退した。
ブルガリア代表には1992年に初招集以来通算231試合に出場。アトランタオリンピックなどに出場すると、10年後日本で開催された2006年バレーボール世界選手権にて、マテイ・カジースキやウラジミール・ニコロフらと共に活躍し銅メダルを獲得。翌年の2007年ワールドカップバレーボールでも9勝2敗で銅メダル。北京オリンピックではチームの思わぬ不調でグループA3位通過だったが、準々決勝の対ロシアに1-3で敗退し、イバノフにとって代表最後の試合となった。
210cmの巨体を生かしたここぞという時の堅固なブロックが持ち味であった。

## 球歴
クラブチーム
- パッラヴォーロ・ピアチェンツァ（2001-2002年）
- スラヴィア・ソフィア（2002-2003年）
- ツアーコリング・リル（2003-2005年）
- ファケル・ノーヴィ（2005-2006年）
- スクラ・ベウハトゥフ（2006-2007年）
- ヤストシェンブスキ・ヴェンギェル（2007-2008年）
- ビーム・マザンダラン（2008-2009年）
- サイパ・テヘラン（2009-2010年）
- CSKAソフィア（2010-2012年）

ナショナルチーム
- ブルガリア代表（1992-2008年）

三大大会出場歴
- オリンピック 1996年（7位）、2008年（5位）

- 世界選手権 1994年（9位）、1998年（7位）、2002年（13位）、2006年（銅メダル）

- ワールドカップ 2007年（銅メダル）